# Paradasys pacificus
Paradasys pacificus är en djurart som tillhör fylumet bukhårsdjur, och som beskrevs av Schmidt 1974. Paradasys pacificus ingår i släktet Paradasys och familjen Lepidodasyidae. Inga underarter finns listade i Catalogue of Life.